# Lignopsis
Lignopsis is een geslacht van neteldieren uit de klasse van de Anthozoa (bloemdieren).

## Soort
- Lignopsis spongiosa Perez & Zamponi, 2000